# Le Père Amable (Maupassant)
Cet article concerne la nouvelle. Pour le téléfilm, voir Le Père Amable (téléfilm).
Le Père Amable est une nouvelle de Guy de Maupassant parue en 1886.

## Historique
Le Père Amable est une nouvelle initialement publiée en feuilleton dans le quotidien Gil Blas du 30 avril 1886 au 4 mai 1886, puis dans le recueil La Petite Roque.

## Résumé
Le père Amable ne veut pas que son fils Césaire épouse Céleste Lévesque, car elle a déjà un enfant de Victor Lecocq. Le curé réussit à convaincre le père de consentir au mariage de son fils. Celui-ci se présente tard aux noces. Césaire travaillait dur, se levait tôt et rentrait tard, pour économiser le prix d'un valet, tandis que le père vivait comme un étranger dans la maison et sans venir en aide à son fils. Épuisé, celui-ci meurt. Céleste est désormais seule pour abattre toute la besogne de la ferme, à l'étable, au champ et à la maison. Elle prend Victor comme valet qui bientôt remplacera Césaire et accomplira son rôle de mari et de père aux yeux durcis du Père Amable.

## Éditions
- Gil Blas, 1886
- La Petite Roque, recueil paru en 1886 chez l'éditeur Victor Havard.
- Maupassant, Contes et Nouvelles, tome II, texte établi et annoté par Louis Forestier, éditions Gallimard, Bibliothèque de la Pléiade, 1979.
- Maupassant, Toine et autres contes normands, texte établi et annoté par Anne Princen, éditions Flammarion, 2015

## Adaptation à la télévision
- 2007 : Le Père Amable, épisode 5, saison 1, réalisé par Olivier Schatzky en 2007, de la série télévisée française Chez Maupassant, avec Fred Ulysse, Céline Sallette, Manuel Le Lièvre, Hervé Laudière, Olivier Claverie

## Lire
Lien vers la version de  Le Père Amable dans le recueil La Petite Roque 